# Kang Bong-hun
Kang Bong-hun (강봉훈?; ... – agosto 2024) è stato un politico nordcoreano. È stato membro del Comitato Centrale del Partito e Segretario del Comitato Provinciale del Partito della Provincia di Chagang dall'aprile 2019 fino alla sua presunta esecuzione nell'agosto 2024.

## Biografia
Nel maggio 2016, durante il VII Congresso del Partito del Lavoro di Corea, è stato eletto membro del Comitato centrale del Partito dei lavoratori. Nell'aprile 2019 è stato eletto membro del Comitato centrale del Partito del lavoro di Corea e segretario del comitato provinciale del partito della provincia di Chagang, sostituendo Kim Jae-ryong, che era stato nominato al Premier della Corea del Nord.
Si presume sia stato giustiziato nell'agosto 2024, insieme ad altri 20-30 funzionari statali accusati di non aver gestito i danni di un'alluvione provocata dal fiume Yalu.